# 比伦 (下萨克森州)
比伦（德語：Bühren，發音：[ˈbyːʁən]）是德国下萨克森州哥廷根县的市镇，面积14平方千米，2023年12月31日人口为538人。